# Газетчик (фильм, 1994)
«Газетчик» (англ. The Paperboy) — канадский кинофильм в жанре психологического триллера. Одну из главных ролей исполнила Александра Пол, известная ролью Стефани Холден в популярном телесериале «Спасатели Малибу».

## Сюжет
Двенадцатилетний Джонни, доставщик газет, никому не прощает обид, даже членам собственной семьи. Что уж говорить о соседях.
Джонни убивает свою пожилую соседку, в её дом въезжает её родня (Мелисса и её 10-летняя дочь, Кэмми) и мальчик отчаянно пытается подружиться с новыми соседями. Настолько отчаянно, что испуганная его одержимостью Мелисса запрещает ему даже появляться поблизости. Для Джонни это смертельная обида, и далее начинается кошмар…

## В ролях
- Александра Пол — Мелисса Торп
- Марк Марут — Джонни МакФарли
- Уильям Катт — Брайан
- Карин Двайер — Бренда
- Бриджит Тирни — Камми Торп
- Бэрри Флэтмэн — мистер МакФарли
- Криста Эрриксон — Диана

## Интересные факты
Слоган фильма «Он — плохая новость» (англ. He's bad news).